# Amastris panamensis
Amastris panamensis är en insektsart som beskrevs av Broomfield 1976. Amastris panamensis ingår i släktet Amastris och familjen hornstritar. Inga underarter finns listade i Catalogue of Life.